# Bokser (rasa psa)
Bokser – rasa psa zaliczana do grupy molosów, wyhodowana w XIX wieku w Niemczech jako pies stróżujący i do szczucia na byki. Współcześnie jest użytkowana jako pies towarzyszący, obrończy i użytkowy. Typ dogowaty.

## Rys historyczny

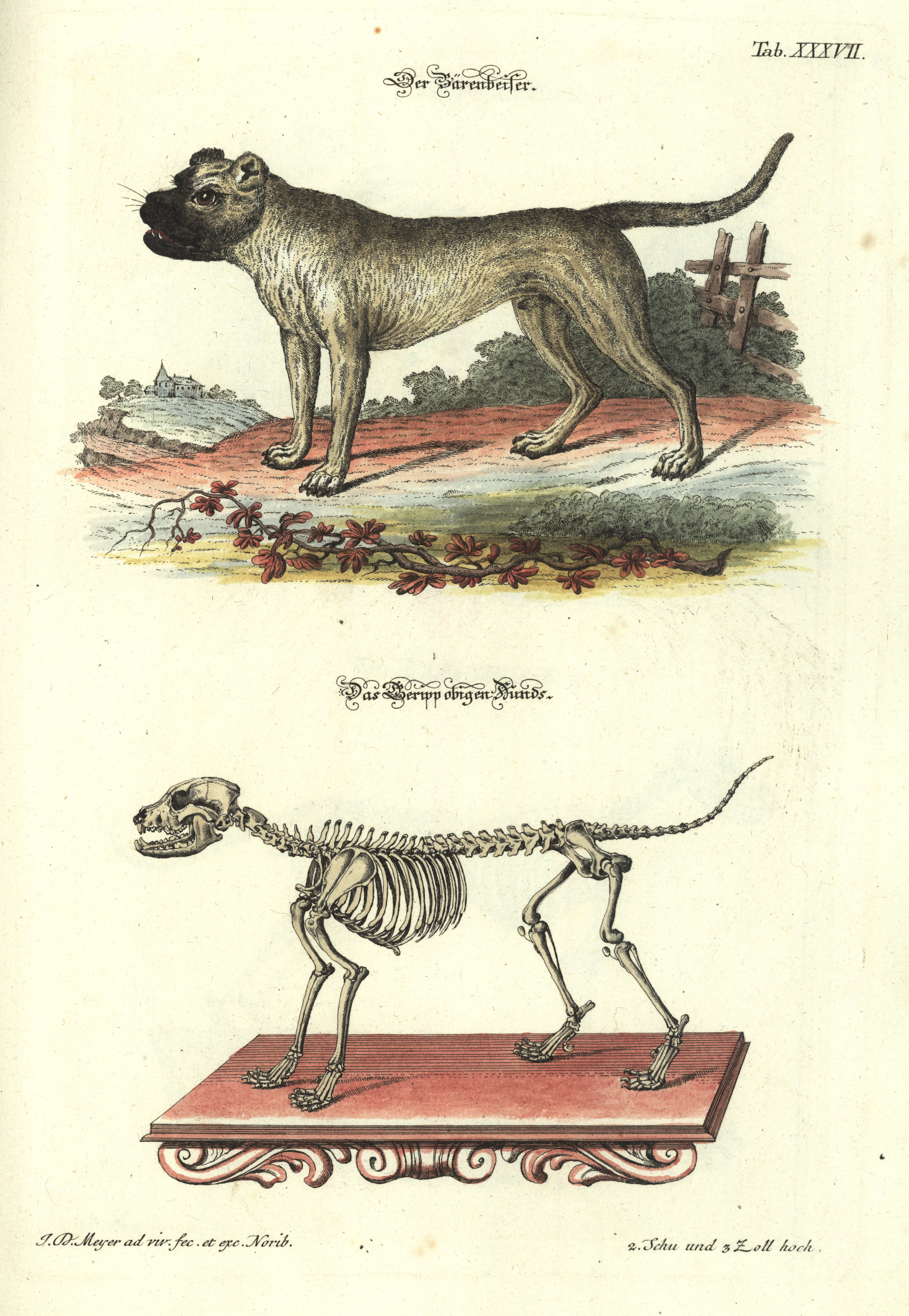
Bullenbeisser, zwany też bärenbeisserem - wymarły przodek boksera, miedzioryt kolorowany (Johann Daniel Meyer, 1748)

Za bezpośredniego przodka boksera uważa się brabanckiego bullenbeissera. Hodowlę bullenbeisserów prowadzili myśliwi, wykorzystujący je do polowania na niedźwiedzie, wilki i dziki. Zadaniem bullenbeissera było złapanie osaczonej przez psy naganiające zwierzyny i przytrzymanie jej do momentu przybycia myśliwego. Aby dobrze spełnić swoją rolę pies ten musiał mieć możliwie szeroką kufę z szeroko rozstawionymi zębami. Mógł w ten sposób mocno wgryźć się i przytrzymać ofiarę. Każdy bullenbeisser, który posiadał te cechy był przydatny w polowaniu i tym samym nadawał się do dalszej hodowli, która dawniej kierowała się wyłącznie jego użytecznością. W ten sposób wyselekcjonowano psa o szerokiej kufie i z wysoko umieszczoną truflą nosa.
Pierwsze wzmianki o bokserze sięgają końca XIX wieku. W 1896 w Monachium powstał pierwszy Klub Boksera. Wzorzec rasy ustanowiono po raz pierwszy w 1905 roku. Oprócz psów w typie bullenbeissera do przodków boksera zalicza się buldoga angielskiego.

## Klasyfikacja FCI
W klasyfikacji FCI rasa ta została zaliczona do grupy II – pinczerów, sznaucerów, molosów, szwajcarskich psów pasterskich, psów do bydła oraz innych ras. Zaklasyfikowana do sekcji psów molosowatych w typie mastifa. Należy do ras podlegających próbom pracy.

## Wygląd

### Budowa
Grzbiet nosa tego psa jest skrócony, a stop jest wyraźnie zaznaczony. Psy tej rasy mają tzw. przodozgryz, czyli dolne siekacze wystają przed górne. Uszy od 2012 roku pozostawione w stanie naturalnym, szeroko rozstawione. Ogon zazwyczaj wysoko osadzony, wcześniej najczęściej kopiowany, teraz również pozostawiony w stanie naturalnym – współcześnie kopiowanie (a także nakłanianie do kopiowania) jest w wielu krajach (w tym w Polsce) prawnie zabronione.

### Szata
Włos jest krótki, twardy, lśniący i przylegający do skóry.

## Umaszczenie
Umaszczenie żółte lub pręgowane oraz niepożądane w hodowli umaszczenie białe. Maść żółta występuje w różnych odcieniach, od jasnożółtego do ciemno-rudo-brązowego lub czerwonożółte. Maska jest czarna. Odmiana pręgowana ma na żółtym tle w wymienionych powyżej odcieniach, ciemne lub czarne pręgi przebiegające w kierunku żeber. Barwa tła musi wyraźnie kontrastować z barwą pręg. Białe znaczenia nie są niepożądane, mogą wręcz korzystnie wpływać na estetykę umaszczenia, nie mogą jednak zajmować więcej niż 1/3 powierzchni ciała. Osobniki ze zbyt dużą ilością bieli oraz jednolicie białe nie są dopuszczane do dalszej hodowli.

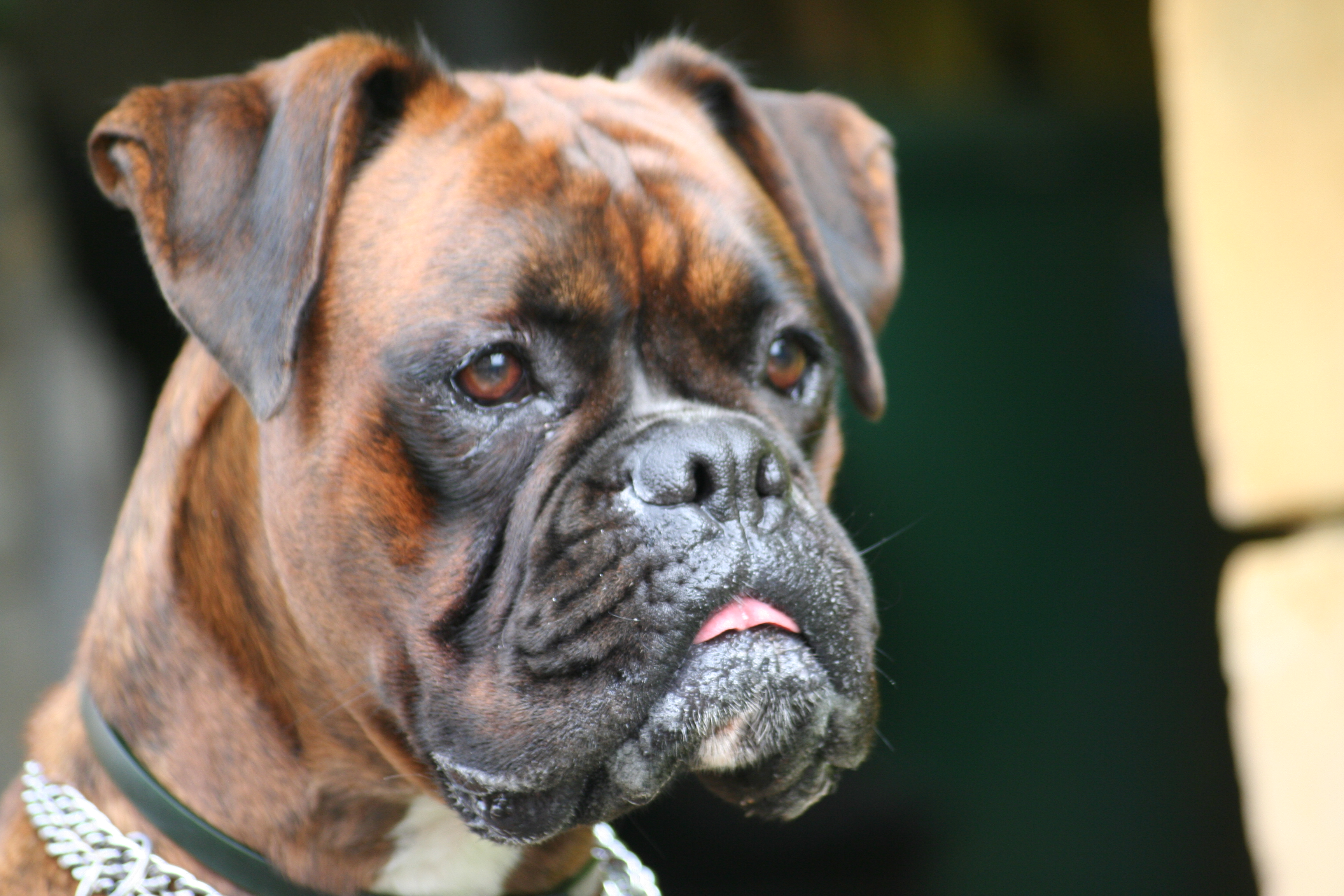
Głowa boksera

## Zachowanie i charakter
Pies żywiołowy, wesoły i skłonny do zabaw. Jest bardzo cierpliwy i delikatny w stosunku do dzieci. W Polsce ich charakter oceniany jest za pomocą testów psychologicznych przeprowadzanych przez ZKwP. Sprawdza się w szkoleniu, wymaga jednak odpowiedniej stymulacji i regularnych ćwiczeń. Jest psem rodzinnym, towarzyskim, źle znoszącym samotność.
Wzorzec opisuje jego charakter następująco:
„Bokser powinien mieć silny system nerwowy, być pewny siebie, spokojny i opanowany. Jego charakter należy do najważniejszych cech rasy i powinno się zwracać na niego wielką uwagę. Przywiązanie i wierność w stosunku do właściciela i całego domu, jego czujność i odwaga jako obrońcy słynie od dawna. Bokser jest łagodny wobec domowników, ale nieufny w stosunku do obcych, radosny i przyjazny w zabawie, ale nieustraszony w poważnych sytuacjach. Jest łatwy w szkoleniu ze względu na swoją karność, rezolutność, wrodzoną odwagę, naturalną ostrość i rozwinięty zmysł węchu. Jest psem mało wymagającym a równocześnie bardzo czystym, jest ceniony zarówno jako pies rodzinny, obrończy, towarzyszący i służbowy.”

## Użytkowość
Pies obronny. Boksery używane są również w ratownictwie, w dogoterapii oraz jako psy policyjne. Zgodnie z klasyfikacją amerykańską należy do grupy psów pracujących.

## Zdrowie i pielęgnacja
Boksery to psy aktywne, niezmordowane na spacerach, wymagające dużo ruchu i zajęcia. Zdarzają się w tej rasie skłonności do dysplazji stawu biodrowego, zwyrodnienia kręgosłupa i niewydolności mięśnia sercowego. Długość życia u tej rasy to przeciętnie 10–11 lat.
U psów tej rasy istnieje ryzyko wystąpienia skrętu żołądka. Boksery są psami podatnymi na nowotwory, alergie, oraz zapalenia górnych dróg oddechowych. Są psami bardzo źle znoszącymi skrajne, tj. bardzo wysokie i bardzo niskie temperatury, m.in. ze względu na budowę kufy.

## Popularność
W Polsce rejestruje się coraz mniej rasowych bokserów z uprawnieniami hodowlanymi.